# U-400
U-400 — средняя немецкая подводная лодка типа VIIC времён Второй мировой войны.

## История
Заказ на постройку субмарины был отдан 25 августа 1941 года. Лодка была заложена 18 ноября 1942 года на верфи Ховальдтсверке, Киль, под строительным номером 32, спущена на воду 8 января 1944 года. Лодка вошла в строй 18 марта 1944 года под командованием капитан-лейтенанта Хорста Крейца.

### Флотилии
- 18 марта 1944 года — 31 октября 1944 года — 5-я флотилия (учебная)
- 1 ноября 1944 года — 15 декабря 1944 года — 11-я флотилия

### История службы
Лодка совершила один боевой поход, успехов не добилась.
Затонула предположительно 14 марта 1945 года подорвавшись на британском минном поле «HW A3» в районе с координатами 50°39′09″ с. ш. 5°05′00″ з. д. близ побережья полуострова Корнуэлл. 50 погибших (весь экипаж).
Остов лодки был одним из трёх остовов, найденных дайверами-любителями в 1999—2001 годах. Гибель лодки описывается в статье историка Axel Niestlé «The loss of U 325, U 400 and U 1021», вышедшей 4 июля 2007 года.
До находки историки считали, что U-400 погибла 17 декабря 1944 года в Северной Атлантике в районе с координатами 51°16′ с. ш. 08°05′ з. д. глубинными бомбами с британского фрегата HMS Nyasaland. На самом деле в той атаке погибла U-772.